# 四紋彎線䲁
四紋彎線鳚（學名：Helcogramma fuscipectoris），又稱四紋三線鳚，為輻鰭魚綱䲁形目三鰭䲁科的其中一種，分布於西太平洋區，包括日本、台灣、菲律賓、馬來西亞、越南及印尼等海域，深度0至8公尺，本魚體型小呈圓柱狀，上頜向後延伸至眼前緣下方，上下頜齒細而密，雄魚為紅褐色，頭部下方含吻部黑色，背鰭硬棘15-19枚、背鰭軟條8-11枚、臀鰭硬棘1枚、臀鰭軟條16-20枚，棲息在珊瑚礁區或岩礁區，體長可達3.2公分，棲息在岩礁區，以藻類為食，雌魚產附著性卵在藻類築的巢，雄魚會守護卵，幼魚為浮游性，生活習性不明。

## 外部連結
- 四紋彎線鳚的圖片[永久]

## 擴展閱讀
維基物種上的相關：四紋彎線鳚
1. ↑  Williams, J. . The IUCN Red List of Threatened Species. 2014, 2014: e.T178949A1551584  [20 November 2021]. doi:10.2305/IUCN.UK.2014-3.RLTS.T178949A1551584.en .